# Ван дер Вер, Уиллард
Уиллард Ван дер Вер (англ. Willard Van der Veer; 23 августа 1894 — 16 июня 1963) — американский кинооператор, выиграл премию Американской киноакадемии за лучшую операторскую работу в фильме «С Бэрдом на Южный полюс» с Джозефом Ракером. Он начал свою карьеру в качестве оператора документального кино, а затем снял несколько эпизодов к сериалу «Мэверик». Гора Ван дер Вер была названа в его честь.

## Фильмография
- С Бэрдом на Южный полюс / With Byrd at the South Pole (1930)
- Мэверик / Maverick (сериал, 1957—1962)
- Судебный исполнитель / Lawman (сериал, 1958—1962)
- Рука, затаившийся / The Crawling Hand (1963)